# Buhlendorf
Buhlendorf este o comună din landul Saxonia-Anhalt, Germania.
1. ↑  GeoNames